# Reggiana Hockey Club 1981-1982
Questa voce raccoglie le informazioni riguardanti la Reggiana Hockey Club nelle competizioni ufficiali della stagione 1981-1982.

## Maglie e sponsor
Lo sponsor ufficiale per la stagione 1981-1982 fu la Poliuretani Corradini.
| 1ª divisa |

## Rosa
| N° | Naz.                  | Ruolo    | Sportivo           |  |  |  |
| -- | --------------------- | -------- | ------------------ |  |  |  |
|    | Italia (bandiera)     | Portiere | Pierluigi Aguzzoli |  |  |  |
|    | Italia (bandiera)     | Portiere | Claudio Anedda     |  |  |  |
|    | Italia (bandiera)     | Esterno  | Giorgio Ascari     |  |  |  |
|    | Italia (bandiera)     | Esterno  | Maurizio Cavagnari |  |  |  |
|    | Italia (bandiera)     | Esterno  | Luca Debbi         |  |  |  |
|    | Italia (bandiera)     | Esterno  | Rossano Magnani    |  |  |  |
|    | Italia (bandiera)     | Esterno  | Pino Marzella      |  |  |  |
|    | Italia (bandiera)     | Esterno  | Lirio Valenti      |  |  |  |
|    | Portogallo (bandiera) | Esterno  | Jorge Vicente      |  |  |  |

- Allenatore:  Giancarlo Tonioni